# 卡氏間質細胞
卡氏間質細胞（interstitial cell of Cajal、ICC，卡哈爾細胞）是在胃腸道中發現的一種間質細胞。有不同類型且具有不同的功能。其中「肌間質細胞」（Myenteric Interstitial cells of Cajal [ICC-MY] ）作為起搏器產生慢波電位(slow wave potential)，能導致平滑肌的收縮。
另一種，"肌內卡氏間質細胞"(Intramuscular Interstitial cells of Cajal ICC-IM)參與平滑肌細胞的激活，通過它們進行神經遞質作用。某些鈣激活氯通道(calcium-activated chloride channels (CaCCs))現在已知在調節人體胃腸的ICC中發揮重要的作用，特別是在鈣激活氯通道ANO1。最近的一篇評論指出，卡巴膽鹼(carbachol)通過這一通道來增加ICC的活動。"敲除ANO1基因"(ANO1-knockout)的老鼠不能在人體產生慢波及ANO1通道抑製劑來阻斷慢波的產生。
許多類型的平滑肌組織現已證明含有ICC，但除了少數例外的細胞且這些例外的細胞功能還是是未知的；故而目前這是一個很活躍的研究領域。
而卡氏間質細胞衍自中胚层。

## 慢波活動的作用
ICC作為電子心臟起搏器，及在胃腸道(gastrointestinal tract)產生自發性的慢波電位(slow wave potential)。

## ICC起搏細胞的頻率
ICC起搏器活動的頻率不同在胃腸道的不同區域之情況：

## 病理
ICC 被認為是從胃腸道基質腫瘤(GISTs)所產生的細胞。

## 命名
卡氏間質細胞是以圣地亚哥·拉蒙-卡哈尔來命名的，"聖地亞哥·拉蒙 - 卡哈爾"他是一位西班牙籍的病理學家以及诺贝尔生理学或医学奖的得主。

## 外部連結
- Overview of ICCs（页面存档备份，存于） - unr.edu.